# Кудриха
Кудриха — река в России, протекает по Усть-Калманскому, Усть-Пристанскому и Петропавловскому районам Алтайского края. Устье реки находится в 116 км по левому берегу реки Ануй. Длина реки составляет 42 км. Приток — Кудренок.

## Данные водного реестра
По данным государственного водного реестра России относится к Верхнеобскому бассейновому округу, водохозяйственный участок реки — Обь от слияния рек Бия и Катунь до города Барнаул, без реки Алей, речной подбассейн реки — бассейны притоков (Верхней) Оби до впадения Томи. Речной бассейн реки — (Верхняя) Обь до впадения Иртыша.